# رايسا بيلييفا
رايسا فاسيلييفنا بيلييفا (بالإنجليزية: Raisa Vasilyevna Belyayeva)‏ وهي واحدة من أولى الطيارات المقاتلات الروسية. حاربت مع ليديا وكان لها الفضل في ثلاثة انتصارات جوية. ماتت رايسا في حادث تحطم طائرة في عام 1943.

## حياتها
حضرت بيلييفا معهد فني للدباغين في كيروف. وبعد التخرج طلبت من صديقتها القديمة أولغا يامشيكوفا وهي مدربة طيران في لينينغراد ، لتعليمها الطيران وسرعان ما أثبتت بيلييفا نفسها حيث كانت شعلة نشاط وحماسة لا تعرف الكلل.
قبل الحرب، طارت أكثر من 1000 ساعة وقامت ب 100 قفزة بالمظلة. كما شاركت في العديد من عروض الطيران في مطار توشينو، بالقرب من موسكو.

## عملها العسكري
شاركت بيلييفا في معركة ستالينغراد حيث كانت طيارة مرافقة في خروشوف.
توفيت بيلييفا في حادث تحطم في 19 يوليو 1943.

## فهرس
- Cottam, Kazimiera Janina. Women in War and Resistance – Selected Biographies of Soviet Women Soldiers. Newburyport MA, Focus Publishing/R. Pullins Co. 1998. (ردمك 1-58510-160-5).
- Milanetti، Gian Piero (2013). Soviet Airwomen of the Great Patriotic War - A pictorial history. Istituto Bibliografico Napoleone, Rome, Italy. ISBN:9788875651466.
- Milanetti, Gian Piero (2011). Le Streghe della Notte: La storia non detta delle eroiche ragazze-pilota dell'Unione Sovietica nella Grande Guerra Patriottica (بالإيطالية). Istituto Bibliografico Napoleone, Roma, Italia. ISBN:88-7565-100-0. Archived from the original on 2011-10-05.
- Pennington، Reina (1997). Wings, Women, and War: Soviet Airwomen in World War II Combat. University Press of Kansas. ISBN:0-7006-1554-7. مؤرشف من الأصل في 2019-03-30.
- Sakaida، Henry (2003). Heroines of the Soviet Union: 1941-45. Osprey Publishing. ISBN:978-1-84176-598-3.